# Весёлкин, Николай Васильевич
Николай Васильевич Весёлкин (1879—1964) — советский патофизиолог и биохимик.

## Биография
Родился 3 декабря 1879 года в городе Егорьевске Рязанской губернии.
Окончил гимназию в Москве.
В 1896 году поступил в петербургскую Военно-медицинскую академию, на третьем курсе начал работать на кафедре общей патологии, возглавляемой П. М. Альбицким, на дочери которого, Марии, Весёлкин впоследствии женился, их сын — патофизиолог П. Н. Весёлкин. В 1913 году защитил докторскую диссертацию на тему «Влияние углекислоты на температуру и теплообмен у здоровых и лихорадочных животных».
В 1921 году организовал лабораторию экспериментальной патологии (позднее отделение физиологической химии) Государственного естественно-научного института имени П. Ф. Лесгафта, где вплоть до Великой Отечественной войны изучал нервно-эндокринную регуляцию углеводно-фосфорного обмена в организме. Разработки его лаборатории легли в основу теории диабета, согласно которой первопричиной нарушений обмена при этом заболевании является снижение фосфорилирования глюкозы.
Возглавлял кафедры патофизиологии 1-го Ленинградского медицинского института и — позднее — Института физкультуры имени П. Ф. Лесгафта.
Похоронен на Богословском кладбище.

## Награды
- орден Трудового Красного Знамени (10.06.1945)